# Feuchy
Feuchy település Franciaországban, Pas-de-Calais megyében. Lakosainak száma 1003 fő (2022. január 1.). Feuchy Athies, Wancourt, Monchy-le-Preux, Saint-Laurent-Blangy, Tilloy-lès-Mofflaines és Fampoux községekkel határos.

## Népesség
A település népességének változása:
| Lakosok száma | 1055 | 1047 | 1028 | 1029 | 1024 | 1027 | 1015 | 1003 |
|               | 2013 | 2015 | 2017 | 2018 | 2019 | 2020 | 2021 | 2022 |